# Rašice
Rašice (Hongaars: Felsőrás) is een Slowaakse gemeente in de regio Banská Bystrica, en maakt deel uit van het district Revúca.
Rašice telt 128 inwoners.
In de volkstelling van 2021 spraken 113 van de 117 inwoners het Hongaars als moedertaal, oftewel 96,58% van de bevolking. Hiermee heeft Rašice, na Vieska nad Blhom, het hoogste percentage Hongaarssprekenden in Slowakije.
Držkovce · Gemer · Gemerská Ves · Gemerské Teplice · Gemerský Sad · Hrlica · Hucín · Chvalová · Chyžné · Jelšava · Kameňany · LeváreLevkuška · Licince · Lubeník · Magnezitovce · Mokrá Lúka · Muráň · Muránska Dlhá Lúka · Muránska Huta · Muránska Lehota · Muránska Zdychava · Nandraž · Otročok · Ploské · Polina · Prihradzany · Rákoš · Rašice · Ratková · Ratkovské Bystré · Revúca · Revúcka Lehota · Rybník · Sása · Sirk · Skerešovo · Šivetice · Tornaľa · Turčok · Višňové · Žiar